# کلود بورگلا
کلود بورگلا (زاده ۲۷ مارس ۱۷۱۲ – مرگ ۳ ژانویه ۱۷۷۹) یک جراح دامپزشک فرانسوی بود. او بنیانگذار دامپزشکی آگاهانه و علمی بود و یکی از اولین مدارس را جهت تربیت دامپزشکان حرفه‌ای ایجاد کرد.

## نگارخانه
- کلود بورگلا
- مدالی ساخته شده با تصویر کلود بورگلا توسط الکسیس جوزف دپائولیس